# 伊比恵子
伊比 恵子（いび けいこ、1967年 - ）は、日本のドキュメンタリー映画監督。第19回ミス日本グランプリ受賞者。

## 来歴
新潟県柏崎市生まれ。日本女子大学附属高等学校から日本女子大学文学部日本文学科に進学。大学在学中（大学2年生）の1987年に第19回ミス日本グランプリを獲得。大学卒業後は松竹シナリオ研究所を経て1993年にシラキュース大学に留学、1998年に上映した「パーソナルズ～黄昏のロマンス～」で第71回アカデミー賞短編ドキュメンタリー賞を受賞した（#外部リンクに映像）。
2003年にはアクサ生命「人生格言」のCMに登場した。